# Barbara Ann Cochran
Barbara Ann Cochran nació el 4 de enero de 1951 en Claremont (Estados Unidos), es una esquiadora retirada que ganó 1 Medalla de Oro Olímpica (1 Medalla en total), 1 Campeonato del Mundo (2 Medalla en total) y 3 victorias en la Copa del Mundo de Esquí Alpino (con un total de 17 podiums).
Su hermana Marilyn Cochran también fue una esquiadora, que logró ser medallista Olímpica y en Mundiales, además de cosechar también buenos resultados en la Copa del Mundo.

## Resultados

### Juegos Olímpicos de Invierno
- 1972 en Sapporo, Japón
  - Eslalon: 1.ª

### Campeonatos Mundiales
- 1970 en Val Gardena, Italia
  - Eslalon: 2.ª
  - Combinada: 4.ª
  - Eslalon Gigante: 9.ª
- 1972 en Sapporo, Japón
  - Eslalon: 1.ª
- 1974 en St. Moritz, Suiza
  - Eslalon Gigante: 6.ª

### Copa del Mundo

#### Clasificación general Copa del Mundo
- 1967-1968: 36.ª
- 1968-1969: 18.ª
- 1969-1970: 5.ª
- 1970-1971: 8.ª
- 1971-1972: 12.ª
- 1972-1973: 21.ª
- 1973-1974: 14.ª

#### Clasificación por disciplinas (Top-10)
- 1968-1969:
  - Eslalon: 9.ª
- 1969-1970:
  - Eslalon: 2.ª
  - Eslalon Gigante: 4.ª
- 1970-1971:
  - Eslalon: 3.ª
- 1971-1972:
  - Eslalon: 6.ª
- 1972-1973:
  - Eslalon: 10.ª
- 1973-1974:
  - Eslalon: 7.ª

#### Victorias en la Copa del Mundo (3)

##### Eslalon Gigante (1)
| Fecha                 | Lugar           |
| --------------------- | --------------- |
| 26 de febrero de 1971 | Heavenly Valley |

##### Eslalon (2)
| Fecha                 | Lugar           |
| --------------------- | --------------- |
| 18 de enero de 1970   | Maribor         |
| 24 de febrero de 1971 | Heavenly Valley |